# Lykan HyperSport
Lykan HyperSport é um superesportivo de produção limitada da W Motors, empresa inicialmente libanesa (atualmente emiradense), fundada em maio de 2012, tendo sido destaque no filme Furious 7.
Custa mais de US$3.4 milhões, segundo a cotação de Janeiro de 2020. O valor deve-se ao fato do mesmo ser feito de forma exageradamente luxuosa, como, por exemplo, os dois faróis constituídos de 440 diamantes. O automóvel teve apenas sete unidades produzidas.
O Lykan HyperSport foi o primeiro superesportivo produzido no mundo árabe.
O modelo é equipado com motor boxer Twin Turbocharger de 3,7 litros e 6 cilindros biturbo, atingindo 790 cavalos, acelerando de 0 a 100 Km/h em 2,8 segundos e atingindo máxima de 385 Km/h.